# Avilius Teres
Avilius Teres (... – II secolo) è stato un atleta e auriga romano.
La sua memoria ci è tramandata dall'epigrafe onoraria di Avilius Teres, rinvenuta in diversi frammenti e in tempi diversi nella città di Roma.
All'inizio del Novecento, durante la demolizione di uno spalto fatto costruire da papa Urbano VIII nel 1627 presso Castel Sant'Angelo a Roma, vennero rinvenuti cinque frammenti di un lastrone di marmo greco dello spessore di cm 6; questi, ricongiunti fra di loro, permisero di ricostruire una parte di una più vasta iscrizione di cui erano già noti due frammenti (CIL 06, 10053 e 10054), rinvenuti il 21 ottobre 1627 in occasione di ampliamenti delle difese del castello. Della persona dell'auriga (o agitator) Avilius Teres si conoscono vari particolari: molto verosimilmente un liberto, fu attivo nell'ambito delle corse nella prima metà del II secolo d.C. e riportò, in un anno, ben 1011 vittorie. 